# محمد ياسر الأيوبي
محمد ياسر الأيوبي (1940-2012) هو شاعر وضابط لبناني، ولد في النخلة بقضاء الكورة، دخل المدرسة الحربية في 1961 وتخرج منها في 1964 برتبة ملازم، حصل على دكتوراه في علم الاجتماع من جامعة بوردو الفرنسية وله عدة أبحاث أمنية جامعية، كما ترجم عدة كتب عن الفرنسية أهمها «علم النفس في القوات المسلحة» للكونوليل الفرنسي شارل شانديني، وحصل على شهادة الإدارة العسكرية العليا من بلجيكا.
تدرج في الرتب حتى أصبح عميداً في قوى الأمن الداخلي، وأصبح في فترة من الفترات مدير العلاقات العامة في قوى الأمن الداخلي، كما شغل منصب رئيس شعبة العلاقات العامة، ورئيس تحرير مجلة الأمن اللبنانية.

## مؤلفاته
نشر قصائده في الصحف والمجلات العربية، كما نُشرت له مجموعة قصائد غزلية في كتاب (ديوان الغزل) للدكتور إميل يعقوب.
- سافر في النار والريح، شركة مطابع التكنوبرس الحديثة، 1994، عدد الصفحات:348.[3][4]
- كلمات وصور من تاريخنا، 2007.[5]
- بيادر الحنين.[6]

### مؤلفات أخرى
- مذكرات تلميذ ضابط في المدرسة الحربية، ديوان شعري، 1965.
- النظرية العامة للأمن؛ نحو علم اجتماع أمني، المؤسسة الحديثة للكتاب، 2008، عدد الصفحات:351.[7][8]
- علم النفس في القوات المسلحة / تأليف شارل شانديني؛ ترجمة محمد ياسر الأيوبي، المؤسسة العربية للدراسات والنشر، 1983.[9]
- المسدسات والغدارات العاملة في الشرق الأوسط (1981-1982)، دار الشورى، 1982.[10]
- ديناميكية العلاقة بين رجل الأمن والمجتمع اللبناني.
- في أدب الأمن : أوراق لا تنطوي، مطابع شركة تكنوبرس الحديثة، 1998، تقديم:سامي الخطيب.[11]

## جوائز وتكريمات
حصل على الجائزة الأولى في مباراة الشعر اللبنانية في شكر الملك فهد لمساعدته لبنان 1988.